# Écomusée de la Bresse bourguignonne
L'écomusée de la Bresse bourguignonne est un écomusée de l'histoire de la Bresse bourguignonne, fondé en 1981 au château de Pierre-de-Bresse à Pierre-de-Bresse, en Bresse en Saône-et-Loire en Bourgogne-Franche-Comté.

## Historique
En 1680 le comte Claude de Thiard de Bissy (famille de Thiard) fait construire son château de Pierre avec vaste parc et jardin à la française.
En 1956, un an après la mort de son dernier propriétaire privé (André, comte d'Estampes), le château est acheté par le conseil général de Saône-et-Loire. Celui-ci le restaure et y fonde en 1981 cet écomusée à l'initiative de Pierre Joxe, ministre et président du conseil régional de Bourgogne.

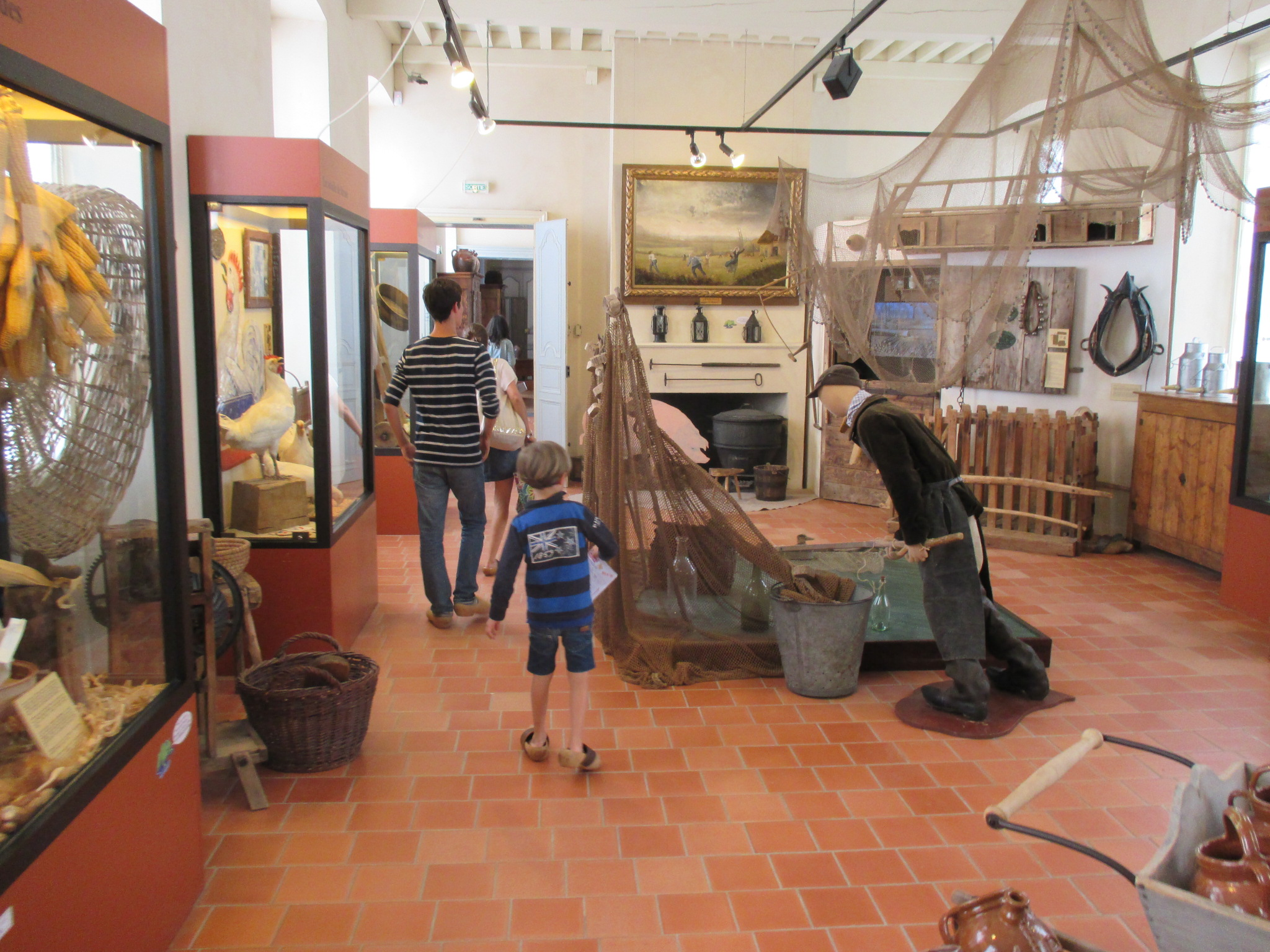
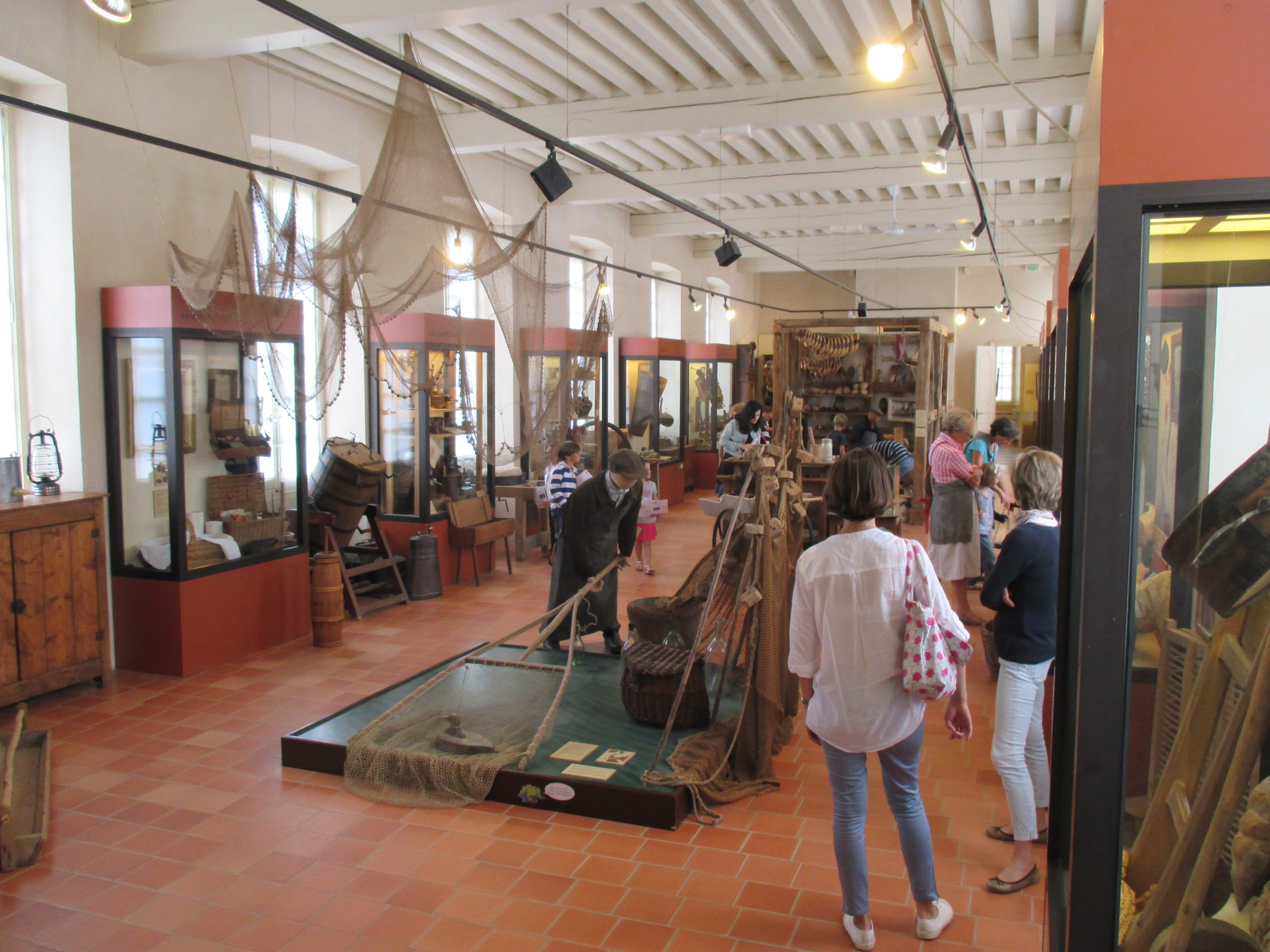
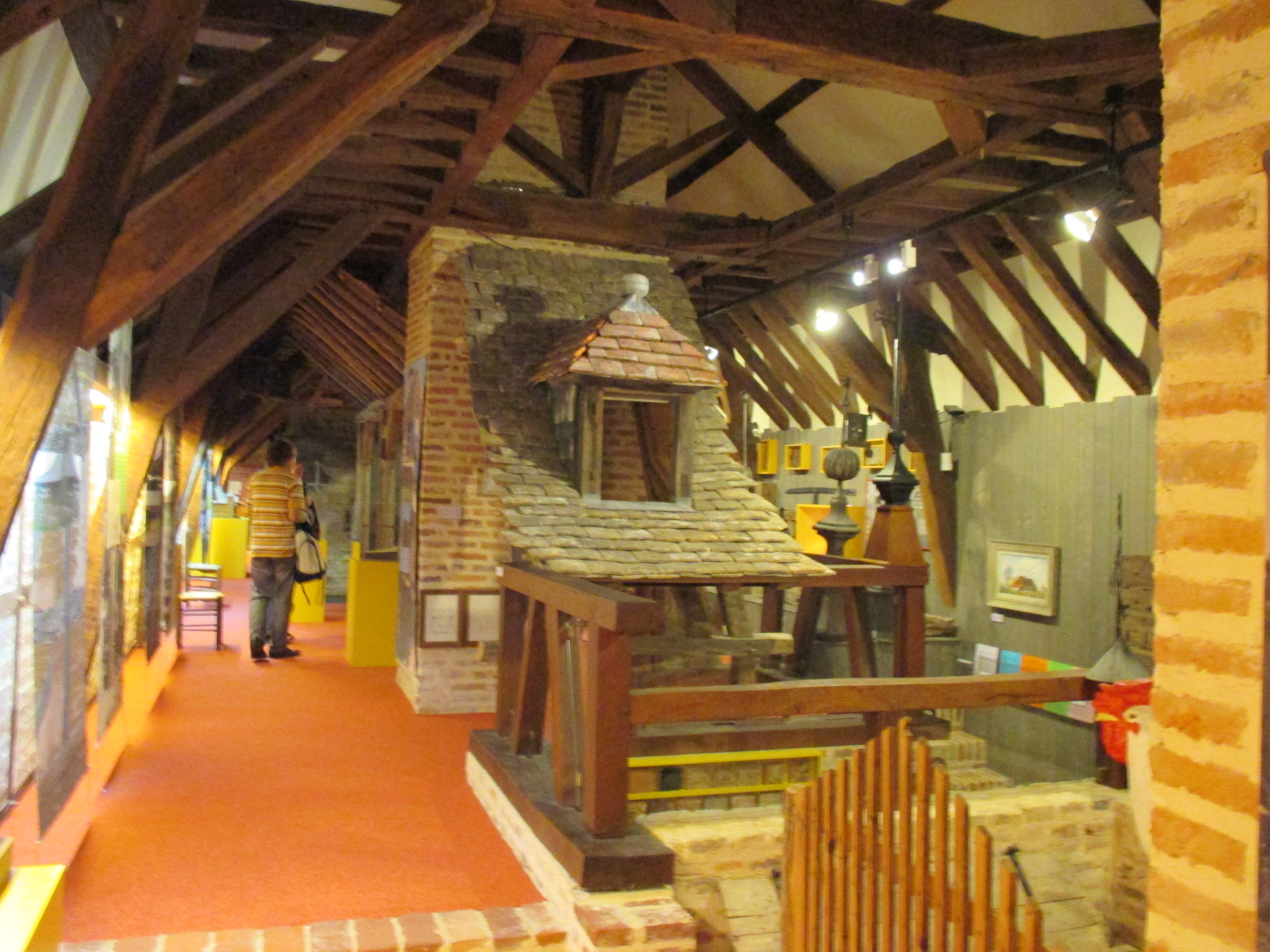

Le musée expose l'histoire de la Bresse bourguignonne (une des trois parties de la Bresse avec la Bresse jurassienne et Pays dolois et la Bresse savoyarde), avec son milieu naturel, son patrimoine, son histoire, son habitat et son architecture, ses ferme bressane, le mobilier, les métiers anciens (paillage de chaises, élevage de poulets de Bresse, tuilerie, poterie, sabotiers ...), les arts et traditions populaires (costumes, poteries, musique), la vie de la famille de Thiard au château de Pierre-de-Bresse ... ainsi que des expositions temporaires d'art local, boutique, vente de spécialités locales et salon de thé ...

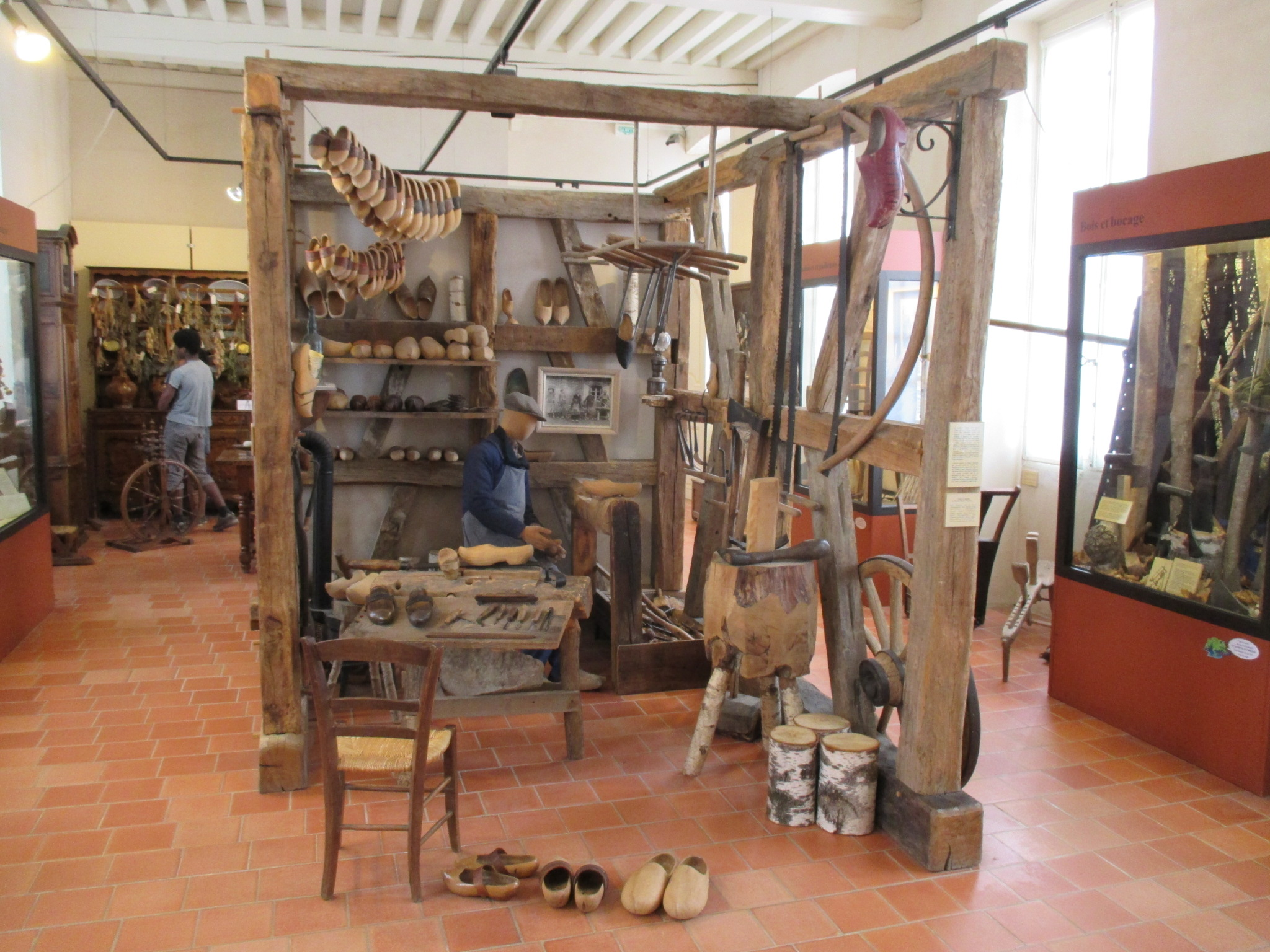
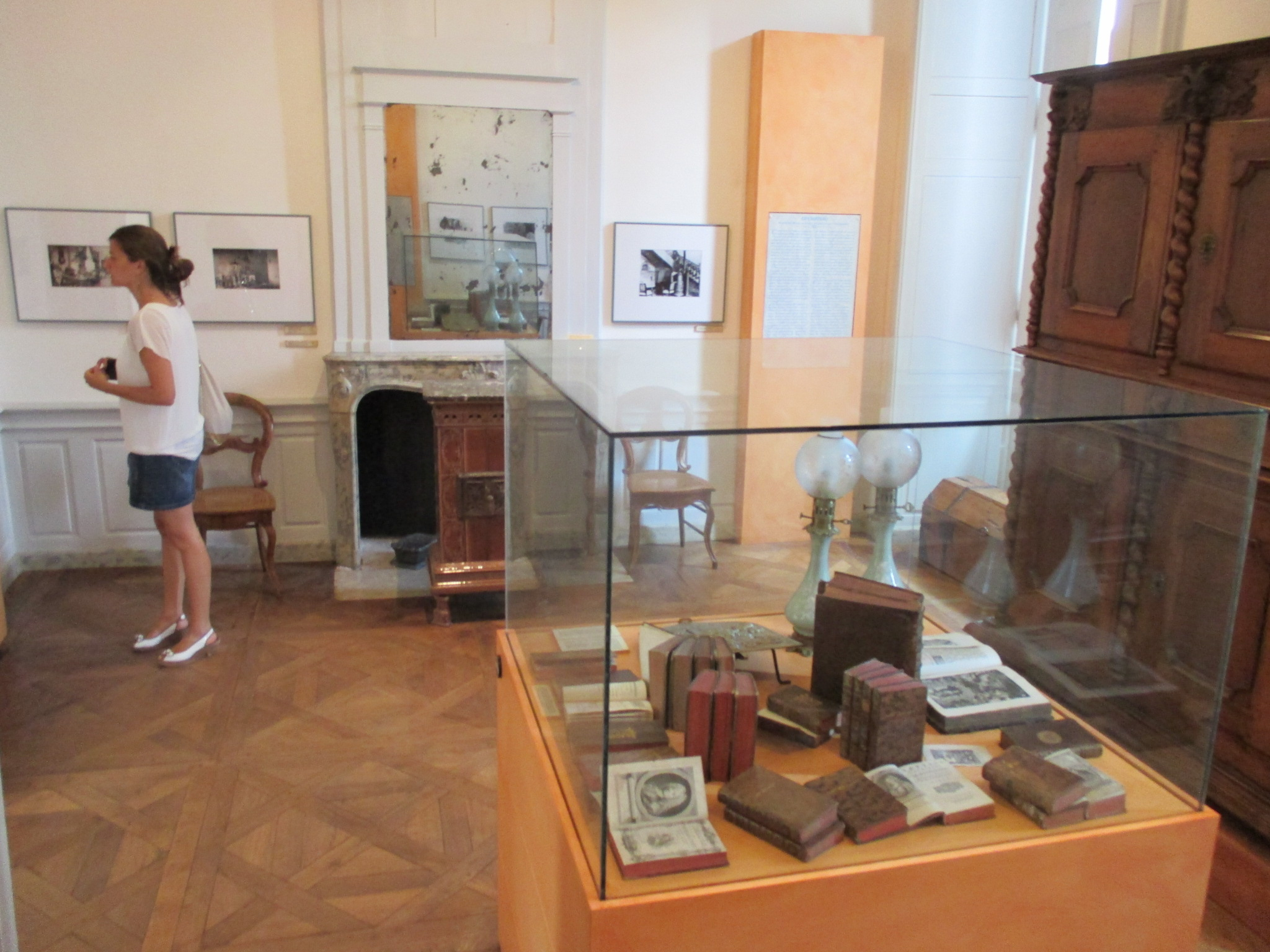
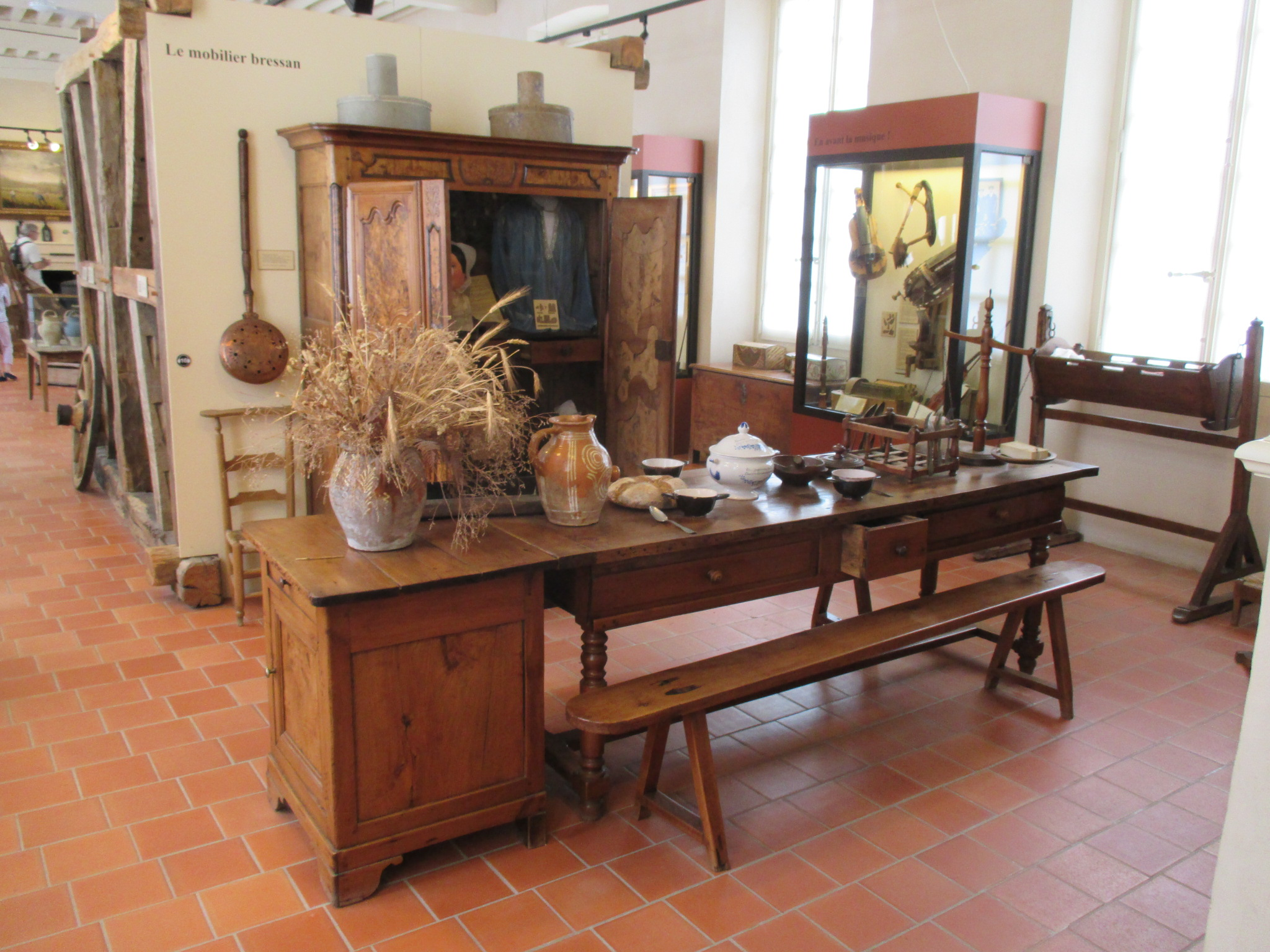

Cet écomusée est le siège de huit autres sites écomusées complémentaires répartis sur le territoire bressan :
- Le vigneron et sa vigne, à Cuiseaux, dans l'enceinte du château des princes d'Orange (cave ; grange ; habitation ; collection de meubles, d'objets et d'outils évoquant l'ancienne tradition viti-vinicole) ;
- L'atelier d'un journal, créé en 1984 à Louhans[2] ;
- Chaisiers et Pailleuses, à Rancy ;
- Le moulin-musée, à Ménetreuil[3] ;
- L'agriculture bressane, à Saint-Germain-du-Bois ;
- La maison de la forêt et du bois, à Saint-Martin-en-Bresse ;
- La maison du blé et du pain, à Verdun-sur-le-Doubs ;
- Vitrine géante interactive sonorisée, point de départ d'un circuit de découverte des moulins, à Sagy.

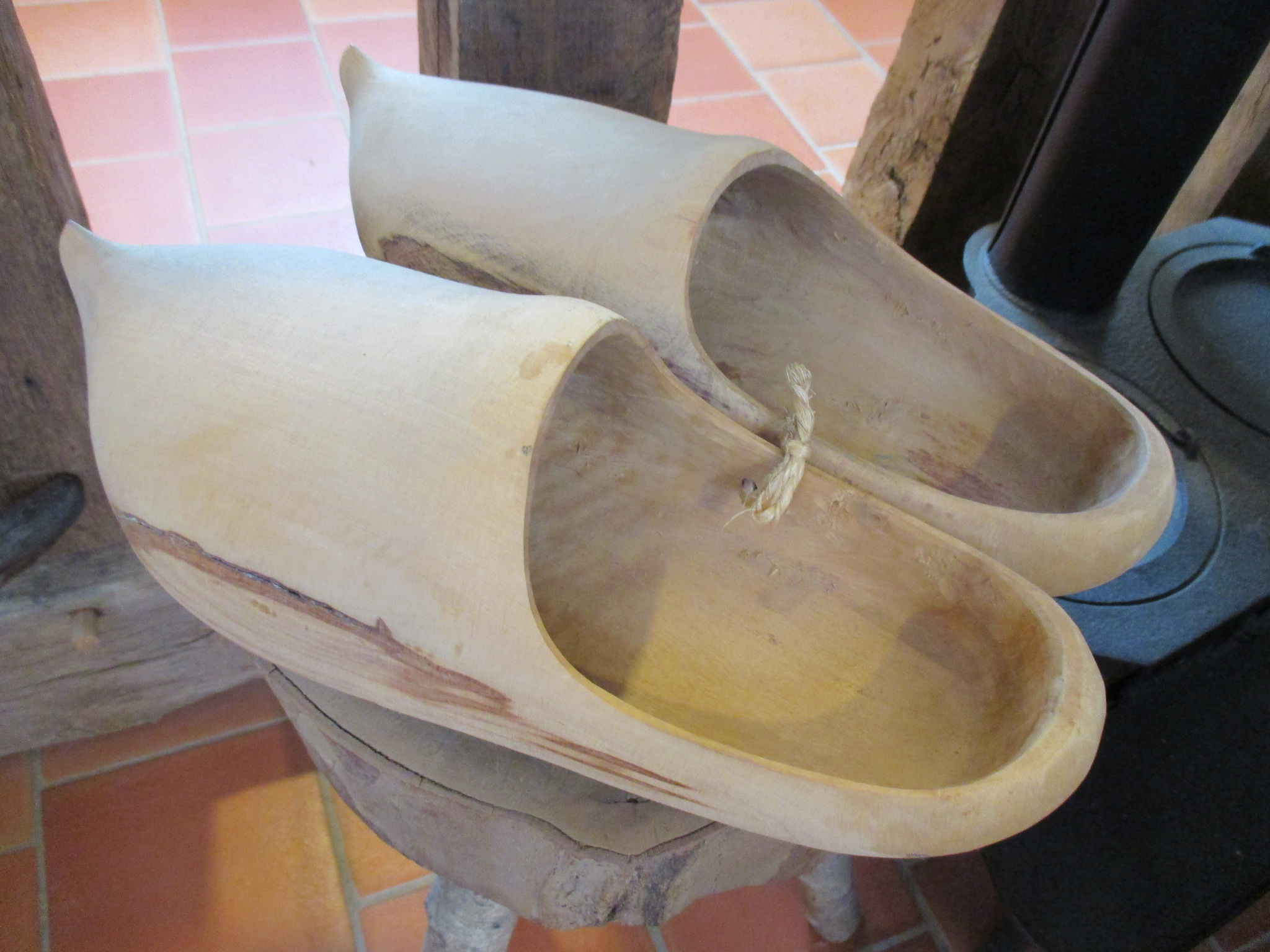
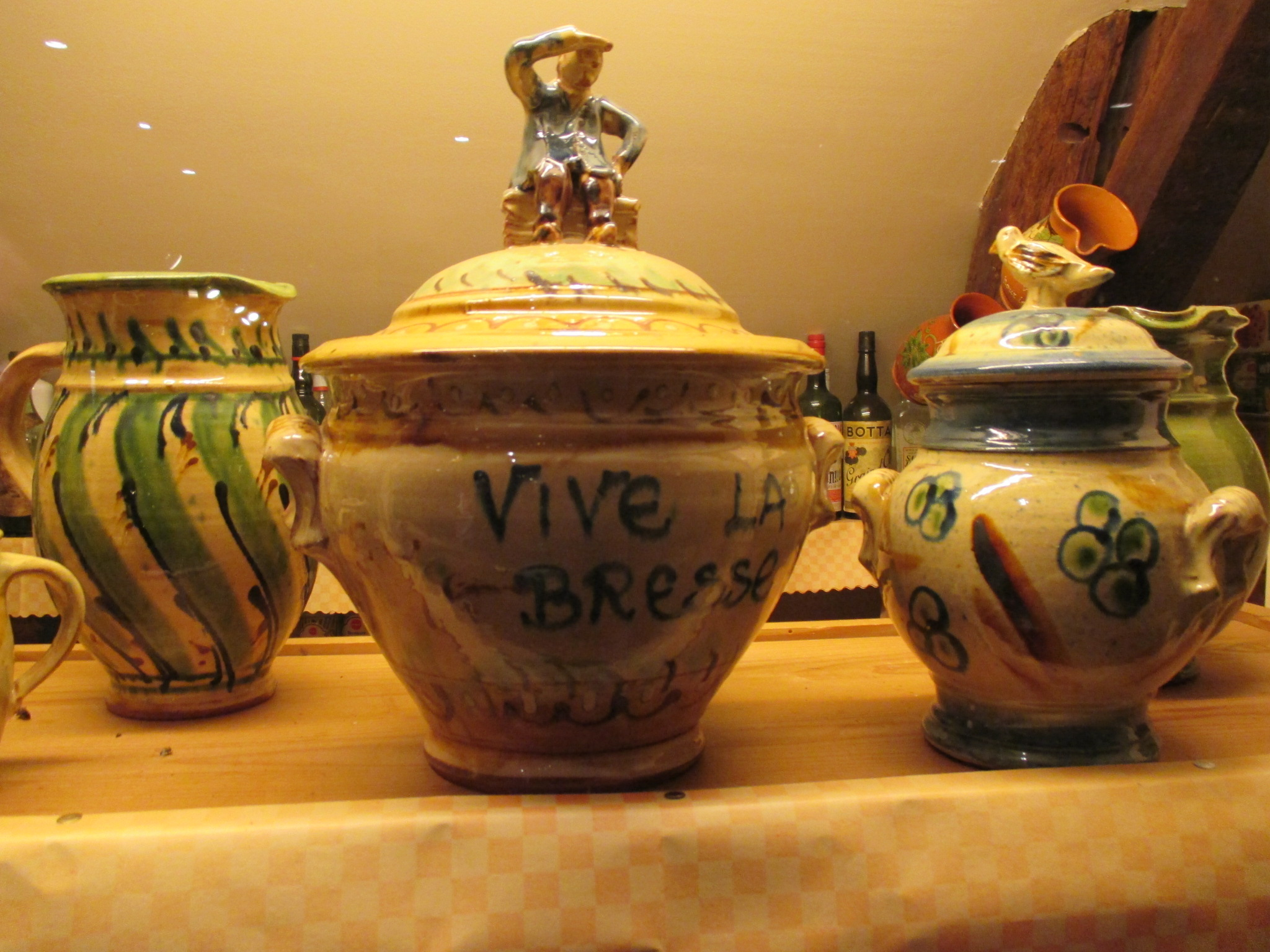
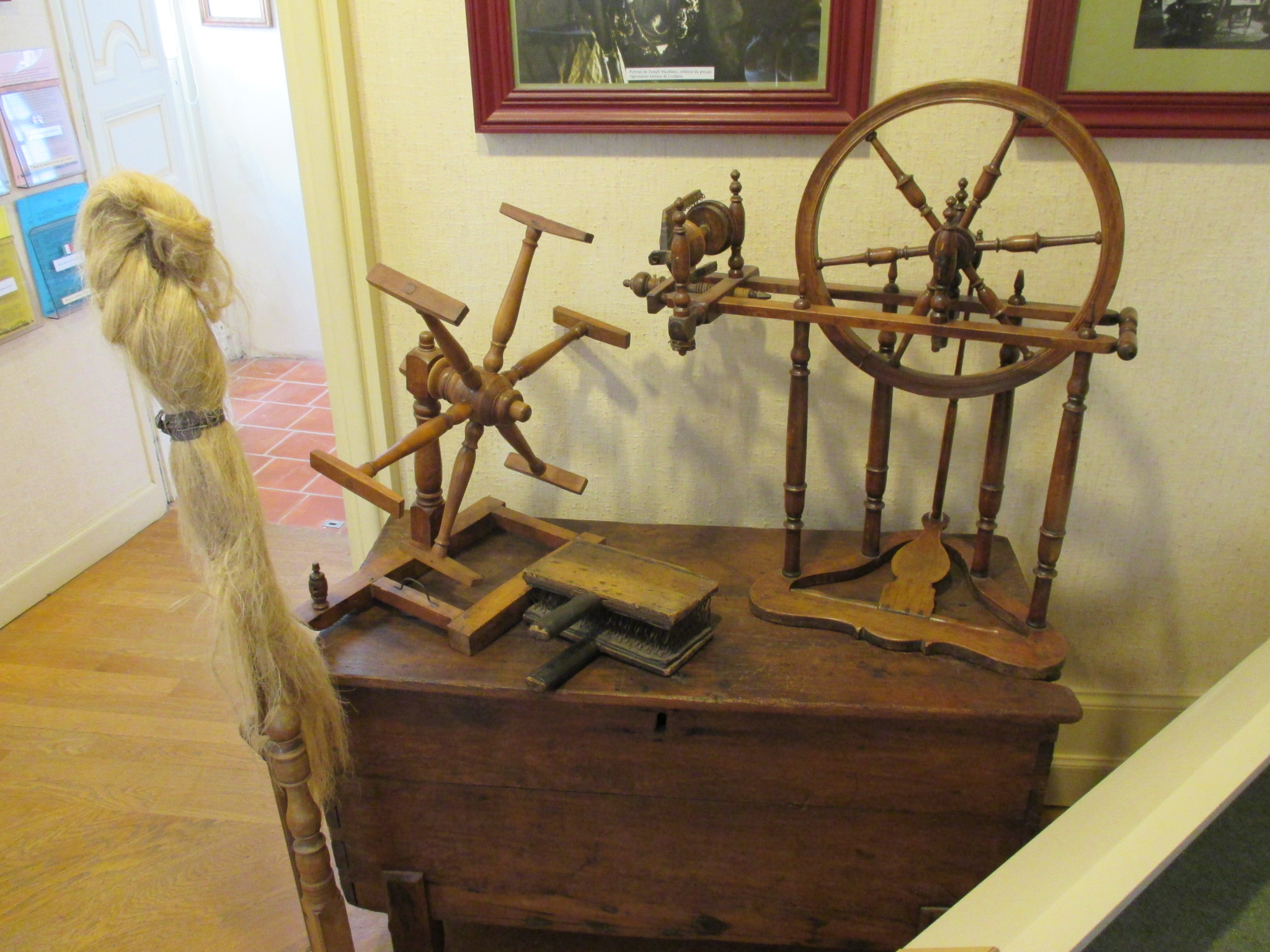

L'Écomusée anime également quelques lieux de mémoire et des musées chez l'habitant : 

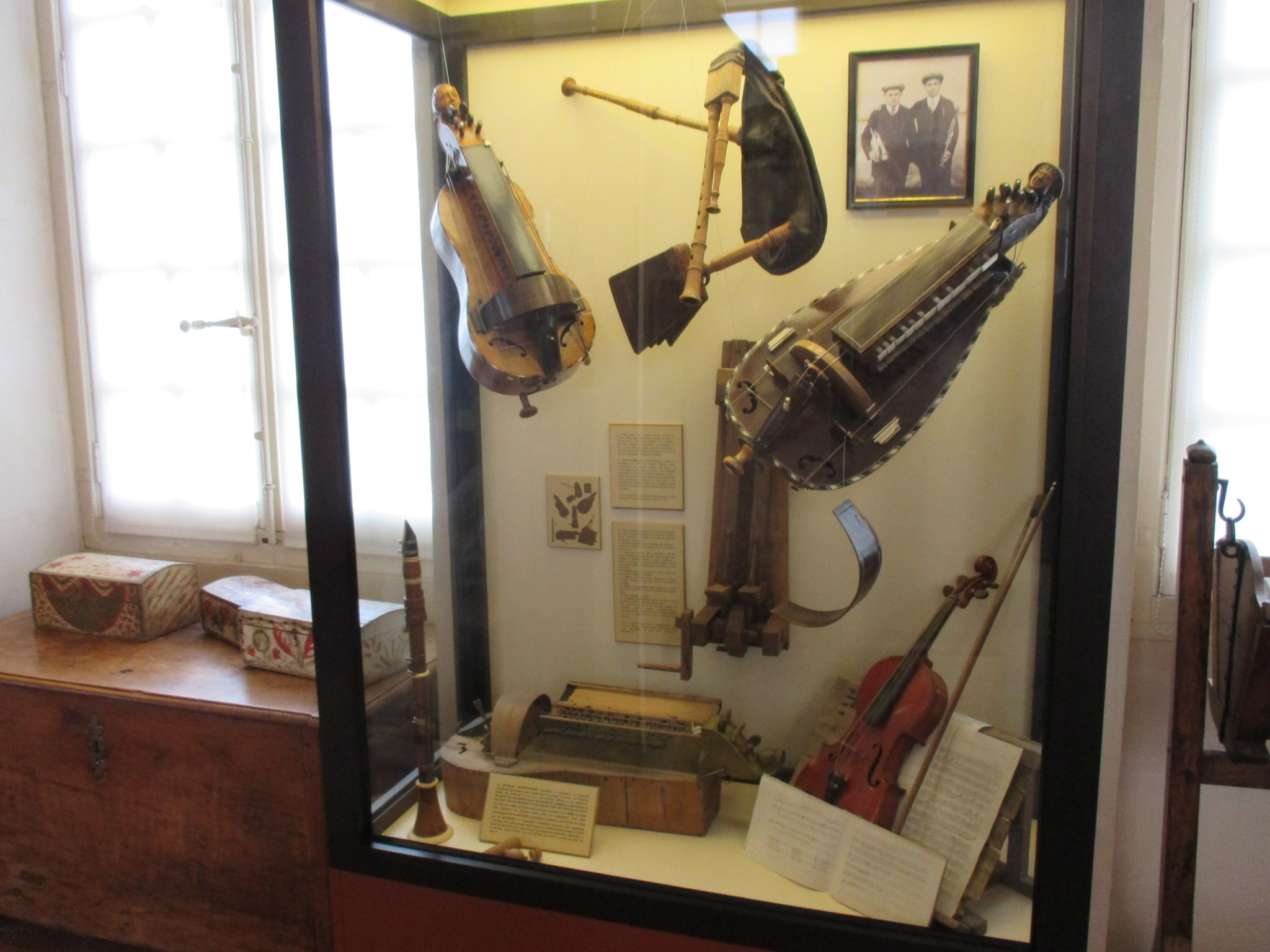
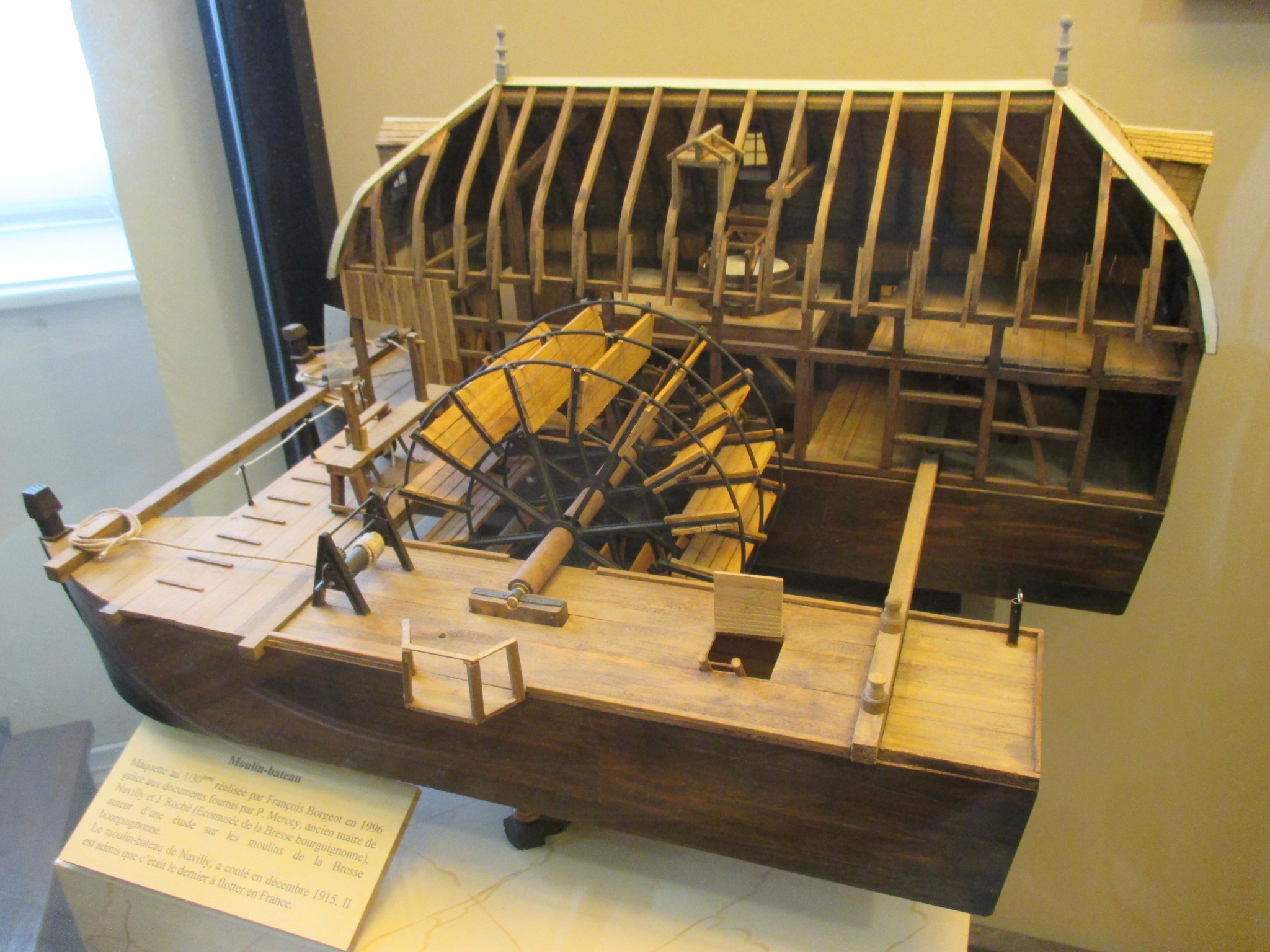
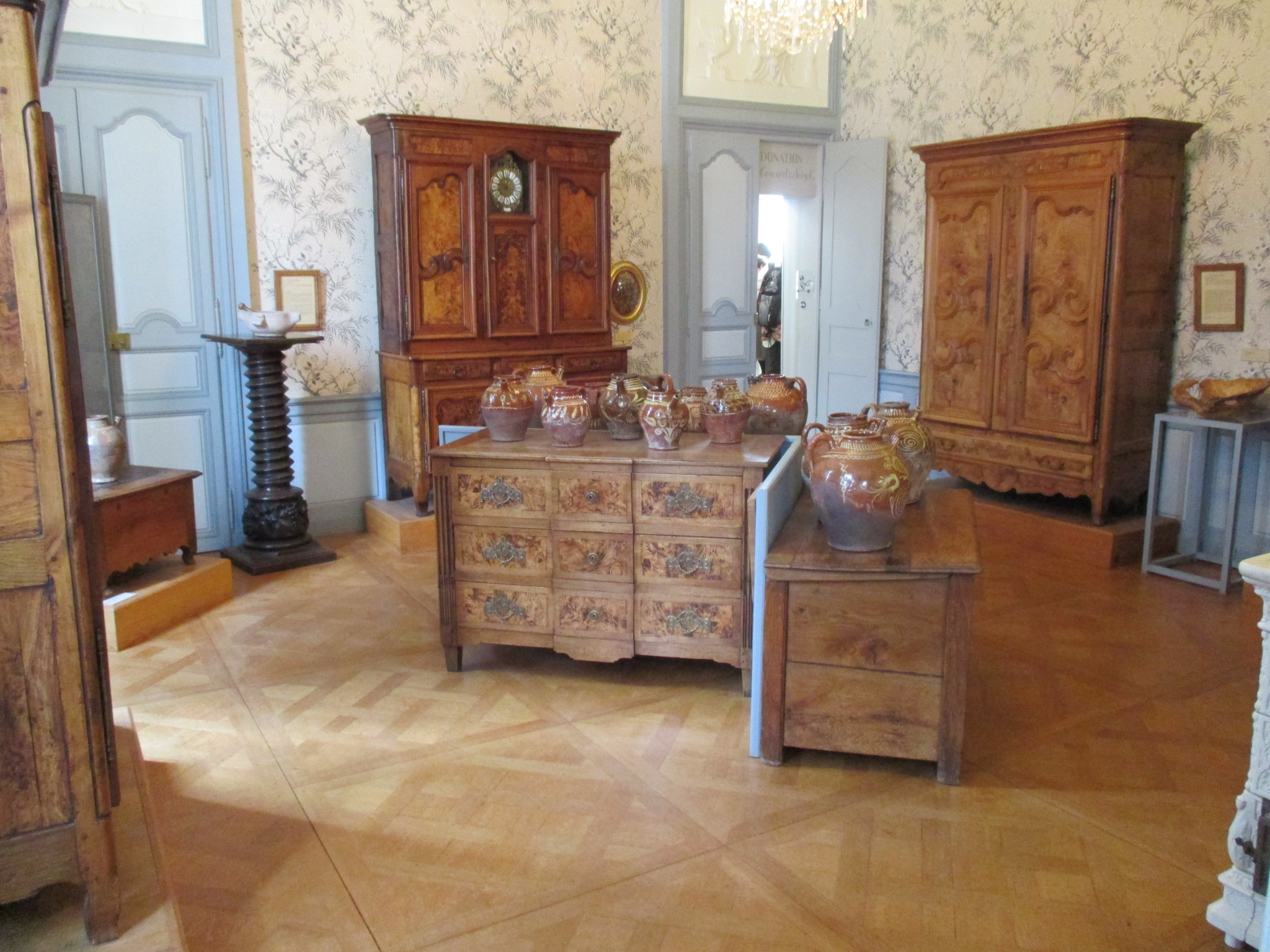
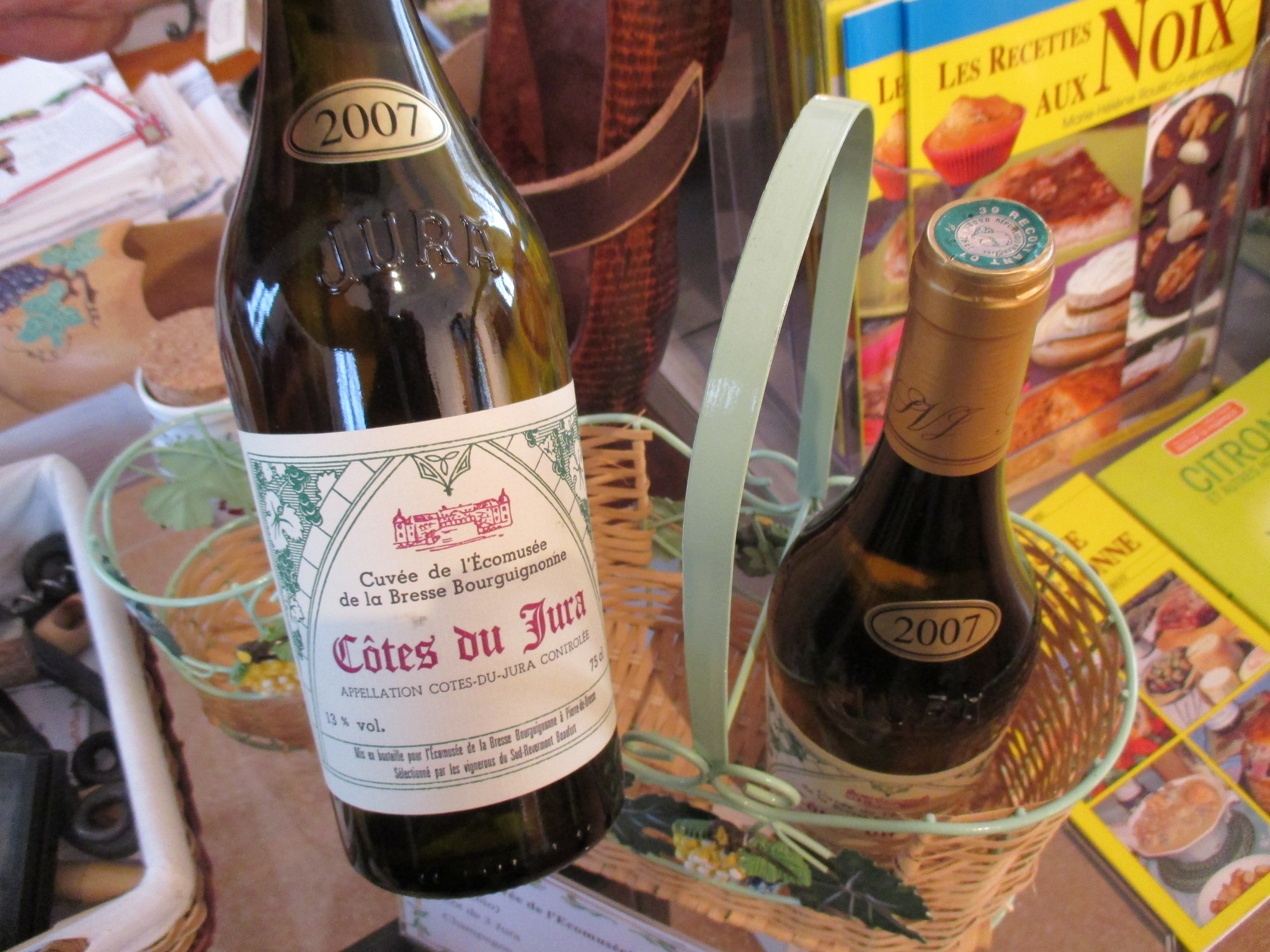

- Huilerie Jaillet, Cuiseaux
- Forge Raffin, Louhans
- Tuilerie, Varennes-Saint-Sauveur
- Quelque moulins ...